# Règlements fédéraux de l'aviation
Les règlements fédéraux de l'aviation (en anglais : Federal Aviation Regulations ou FAR) sont un ensemble de règles élaborées pour garantir la sécurité aérienne aux États-Unis.

## Histoire
Les FAR sont créés le 31 décembre 1964 afin de regrouper l'ensemble des règlements existants liés à l'aviation. Ils sont administrés par la FAA et sont définis dans le titre 14 du Code des règlements fédéraux (CFR). Les règles sont ensuite définies dans différentes sections ou parts.
Le terme "FAR part", bien qu'encore largement utilisé, est de plus en plus souvent remplacé par "14 CFR part" pour éviter la confusion avec les "Federal Acquisition Regulations", également abrégé en FAR.

## Sections
Les règles de navigabilité pour chaque catégorie d'aéronefs ou éléments principaux d'aéronefs sont décrites dans différentes sections. Ces règles régissent la conception, la construction, la maintenance et l'exploitation.
Exemples:
- part 23: avions des catégories normale, utilitaire, acrobatique (9 passagers et 5670 kilos maximum) et navette (19 passagers et 8618 kilos maximum)
- part 25: avions de transport
- part 27: aérogires normaux
- part 29: aérogires de transport
- part 31: aérostats
- part 33: moteurs
- part 35: hélices